# مارک پطروسیان

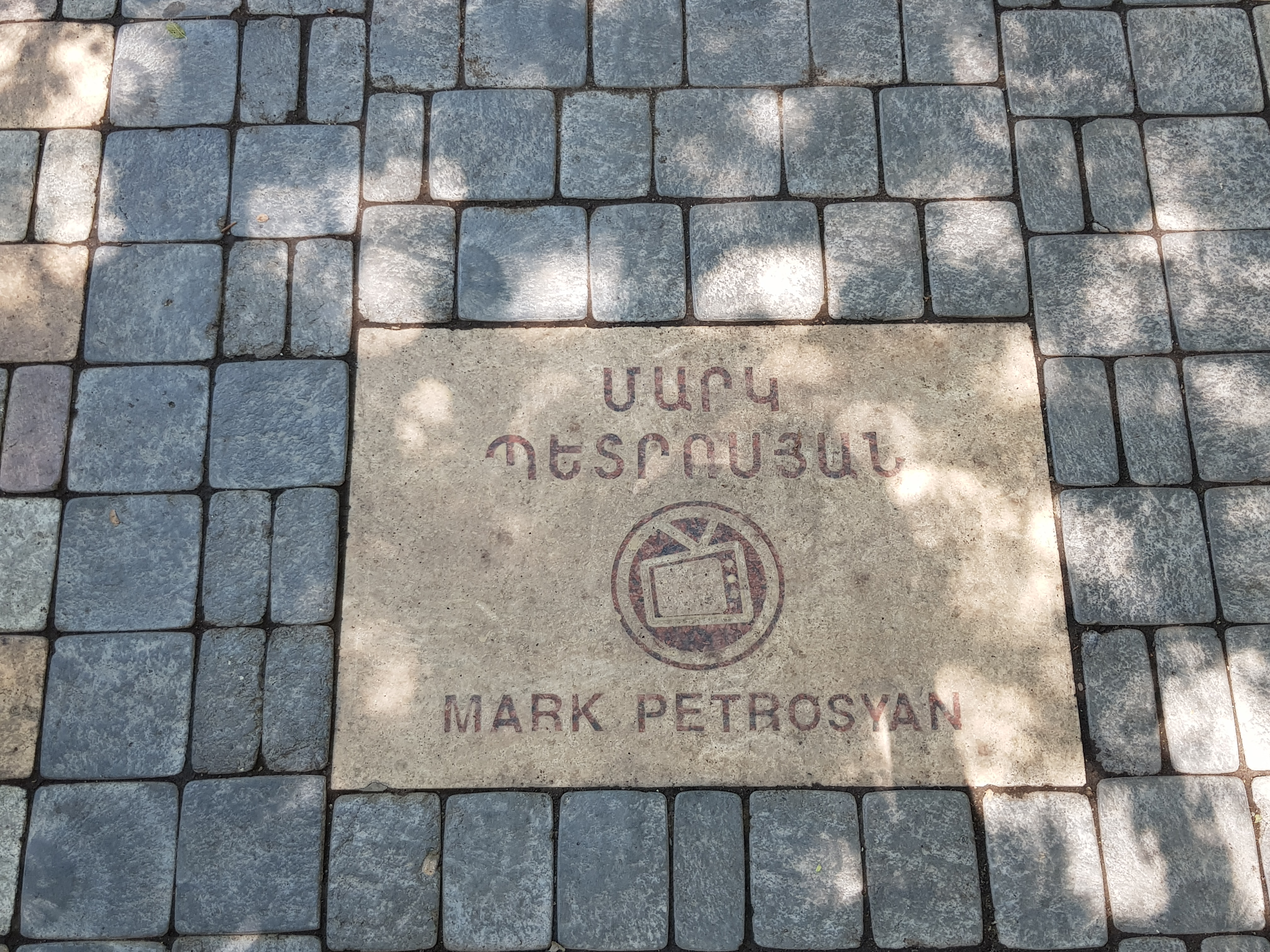

مارک هوهانسی پطروسیان (ارمنی: Մարկ Հովհաննեսի Պետրոսյան؛ زادهٔ ۲۱ اوت ۱۹۳۱ - درگذشته ۶ اوت ۲۰۱۳) کارگردان و موسیقی‌شناس اهل ارمنستان بود.

## زندگی‌نامه
وی در ۲۱ اوت ۱۹۳۱ در ایروان به دنیا آمد و از کنسرواتوار دولتی کومیتاس ایروان فارغ‌التحصیل گشت. وی برنده جوایزی همچون مدال موسس خورناتسی است. وی در ۶ اوت ۲۰۱۳ در سن ۸۱ سالگی در ایروان درگذشت.